# Bureau d'aménagement de l'Est du Québec
Le Bureau d'aménagement de l'Est du Québec (BAEQ) était un organisme à but non lucratif québécois chargé de formuler une proposition d'aménagement du territoire afin d'atténuer les inégalités sociales et économiques entre les régions métropolitaines et les communautés rurales au Bas-Saint-Laurent et en Gaspésie–Îles-de-la-Madeleine dans les années 1960 et 1970. 
Le BAEQ propose en outre la relocalisation à grande échelle des populations rurales d'une centaine de communautés de l'arrière-pays de l'est du Québec, ce qui donne naissance au mouvement des Opérations Dignité.

## Historique
Le BAEQ a été fondé à la suite d'une demande du Conseil d'orientation économique du Bas-Saint-Laurent (COEB) et de son équivalent en Gaspésie. Il était financé par le gouvernement fédéral dans le cadre de la Loi canadienne pour l'aménagement rural et le développement agricole (ARDA). Son mandat principal consistait à élaborer un plan de développement quinquennal (1967-1972) structuré autour de six grands objectifs :
- Modernisation des secteurs économiques traditionnels (agriculture, pêche et foresterie).
- Diversification économique : investissements dans le tourisme et les industries manufacturières, création de zones industrielles.
- Formation de la main-d’œuvre pour répondre aux nouveaux besoins économiques.
- Décentralisation : création de bureaux régionaux des ministères et d’un conseil régional de développement.
- Mobilisation des communautés locales pour une planification participative.
- Réorganisation territoriale : gestion de l'urbanisation, regroupement des municipalités, construction d’infrastructures comme des HLM, des routes et des traversiers.

Durant ses trois années d’activités, le BAEQ a mobilisé une équipe multidisciplinaire de 80 chercheurs et 5000 membres de comités locaux, réalisant une des plus grandes initiatives de planification régionale au Canada. Son rapport final, déposé en 1966, comprenait plus de 220 recommandations publiées dans dix volumes, totalisant plus de 2000 pages,.
Il a été à l’origine de structures administratives innovantes comme les Conférences administratives régionales (CAR), visant à coordonner les actions des ministères à l’échelle régionale. De plus, son approche participative a inspiré des pratiques modernes de gouvernance territoriale, malgré des critiques sur le caractère technocratique de certaines de ses méthodes.

## Réalisations
Le BAEQ a eu des impacts significatifs, notamment dans les domaines suivants, :
- Construction d'infrastructures comme le quai du traversier-rail à Matane et l'amélioration des routes, dont la route 132.
- Création des parcs nationaux du Bic, de Forillon et du Témiscouata.
- Fondations d'institutions culturelles comme le Musée régional de Rimouski.
- Modernisation des pêches et des secteurs forestier et agricole.

## Controverses et critiques
L’un des aspects les plus controversés du BAEQ concerne la fermeture de villages dévitalisés dans l’arrière-pays de l’Est du Québec, une initiative qui a contribué à la naissance du mouvement des Opérations Dignité. Bien que le rapport final du BAEQ contienne 220 recommandations, seulement deux portaient sur la fermeture de villages dévitalisés, et elles visaient des projets pilotes basés sur le consentement des communautés concernées.
À partir de 1969, cinq villages dévitalisés ont été fermés, entraînant la relocalisation de 2178 personnes. Ces fermetures, encadrées par le gouvernement du Québec après la dissolution du BAEQ en 1966, visaient à offrir de meilleures conditions de vie aux résidents, notamment un accès accru aux services d’éducation, de santé et d’emploi. Ces relocalisations étaient accompagnées d’un vote des citoyens et de compensations financières pour les familles affectées.
Malgré ces mesures, la fermeture de ces villages a suscité une opposition notable. Elle a été perçue par plusieurs comme un symbole de l’intervention technocratique et de la centralisation des décisions, générant un sentiment d’injustice parmi les communautés concernées. Cette controverse a renforcé la mobilisation régionale et alimenté un débat public sur le développement régional et la dévitalisation des territoires ruraux.
Certains chercheurs et analystes ont présenté le BAEQ comme un échec de la Révolution tranquille, un exemple de dérive technocratique et de planification centralisée. Cependant, une relecture récente met en lumière son rôle dans l'innovation sociale et institutionnelle au Québec. Ses travaux ont jeté les bases d'une nouvelle approche du développement régional, intégrant participation citoyenne et planification à long terme.

## Articles
- Daniel Dufault, « Le BAEQ (Bureau d’aménagement de l’est du Québec) revisité : La première expérience d’aménagement et de développement régional », L'Aménagiste, vol. 31, no 1,‎ hiver 2018, p. 17-18 (lire en ligne  [PDF])
- Jean-François Simard, « L'influence du Bureau d'aménagement de l'Est du Québec dans le développement de l'administration publique québécoise », Canadian Public Administration, vol. 52, no 3,‎ 22 septembre 2009, p. 457-483 (ISSN 0008-4840, e-ISSN 1754-7121, lire en ligne )